# Брану ле Тајад
Брану ле Тајад (фр. Branoux-les-Taillades) насеље је и општина у јужној Француској у региону Лангдок-Русијон, у департману Гар која припада префектури Алес.
По подацима из 2011. године у општини је живело 1.385 становника, а густина насељености је износила 92,21 становника/km². Општина се простире на површини од 15,02 km². Налази се на средњој надморској висини од 360 метара (максималној 900 m, а минималној 189 m).

## Демографија
| 1962. | 1968. | 1975. | 1982. | 1990. | 1999. | 2011. |
| ----- | ----- | ----- | ----- | ----- | ----- | ----- |
| 1.333 | 1.697 | 1.424 | 1.404 | 1.338 | 1.274 | 1.385 |

График промене броја становника у току последњих година